# My Back Was a Bridge for You to Cross
My Back Was a Bridge for You to Cross è un album in studio del gruppo musicale statunitense Anohni and the Johnsons, pubblicato nel 2023.

## Tracce
Testi e musiche di Anohni Hegarty.
1. It Must Change – 4:55
2. Go Ahead – 1:30
3. Sliver of Ice – 3:41
4. Can't – 4:40
5. Scapegoat – 5:22
6. It's My Fault – 2:15
7. Rest – 5:45
8. There Wasn't Enough – 4:55
9. Why Am I Alive Now? – 5:59
10. You Be Free – 2:17

## Copertina
La copertina del disco è rappresentata da una fotografia dell'attivista statunitense Marsha P. Johnson.

## Formazione
Anohni and the Johnsons
- Anohni – voce (tutte le tracce), piano (5, 8)
- Leo Abrahams – chitarra (1, 3, 5, 6)
- Samuel Dixon – basso (1, 3, 5, 6)
- Jimmy Hogarth – chitarra
- Rob Moose – archi (1, 3–6, 9)
- Chris Vatalaro – batteria (1, 3, 5, 6)

Altri musicisti
- Martin Slattery – percussioni (1, 4, 6, 9), clarinetto (2, 3, 5), piano (5), tastiera (7)
- William Basinski – sassofono (4)